# 김중현 (1955년)
김중현(金重賢, 1955년 7월 8일 ~ 서울)은 대한민국의 공무원이다.

## 학력
- 동성고등학교 졸업
- 연세대학교 화학공학 학사
- 연세대학교 대학원 화학공학 석사
- 리하이 대학교 대학원 화학공학 박사

## 경력
- 연세대학교 공과대학 화학공학 교수
- 연세대학교 공과대학 기획발전위원
- 연세대학교 나토특성화연구단장
- 연세대학교 산업협력단장
- 연세대학교 시약센터 소장
- 연세대학교 나노과학기술연구소장
- 산업자원부 산업표준심의회 전문위원
- 서울특별시 산학연 포럼 회장
- 과학기술부 나조조정기술위원회 분과장
- 국가과학기술위원회 사회기반기술위원회 위원장
- 기획재정부 재정정책자문위원
- 교육과학기술부 제2차관

| 전임 박종구 | 제2대 교육과학기술부 제2차관 2009년 1월 20일 ~ 2010년 8월 16일 | 후임 김창경 |